# Dante pokla (film)
A Dante pokla (eredeti címén Dante’s Peak) 1997-ben bemutatott amerikai katasztrófafilm Roger Donaldson rendezésében, Pierce Brosnan és Linda Hamilton főszereplésével. A filmzenét James Newton Howard és John Frizzell szerezte. A film a fiktív Dante's Peak városkáról szól, amelyet egy közelgő vulkánkitörés fenyeget. A legtöbb jelenetet Washington államban vették föl, valamint az Idaho-i Wallace városában.
Az Egyesült Államokban 1997. február 7-én mutatták be, magyarországi bemutatója 1997. április 3-án volt.

## Cselekmény
Harry Dalton (Pierce Brosnan) vulkanológus, aki az amerikai Geológiai Intézetnél dolgozik. Épp egy kolumbiai vulkánkitörés helyszínén vannak szerelmével Marianne-nel, amikor menekülés közben egy hulló, izzó lávakő eltalálja az autójukat és a nő azonnal meghal. 4 évvel később Harry épp szabadságát kezdi meg, amikor hívást kap főnökétől Paul Dreyfustól (Charles Hallahan), hogy aktivitást észlelnek a Washington állambeli Dante's Peak hegyi kisvárosban, amely egy szunnyadó vulkán tövében terül el, így Dalton a helyszínre utazik, hogy találkozzon a városka polgármesterével, Rachel Wando-val (Linda Hamilton), aki éppen egy ünnepség keretén belül egy díjat vesz át, majd a elkíséri Harry-t a hegyre, hogy felmérje a terepet.
Útjuk során egyre több az aggasztó jel: a vulkán oldalában egyes fák minden ok nélkül kihaltak, állatok hullottak el, de a legijesztőbb az, hogy egy termálvizes forrásnál két holttestre is bukkannak, akik a savvá változott, tűzforró vízben fürdőztek. Visszatérve Dante's Peak-be az összehívott városi tanácsban Dalton azt javasolja, rendeljenek el szükségállapotot, ám ennek a hírnek a hallatára a helyszínre utazik Dalton főnöke és munkatársai, akik ellenzik a javaslatot, így végül mégsem rendelik el a riadót, helyette további méréseket végeznek. Bár Dreyfus elküldi Harry-t, de ő mégis marad, mivel a megérzései szerint a vulkán bármikor kitörhet. Bizonyítékot igyekszik rá találni.
A hegyoldalban és a kráterben több mérőműszert is elhelyeznek. Itt sérül meg munkatársa Terry (Kirk Trutner) miközben egy nyolclábú roboteszközt próbált megjavítani.  Egy hét eseménytelen időszak után a geológusok távozni készülnek. Az utolsó estén Harry elmegy Rachel lakására, hogy elbúcsúzzon tőle, ám azonban váratlan és riasztó dolog történik: a csapvíz kénsavassá, zavarossá változott a vezetékhálózatban és a városi víztárolóban egyaránt. Ezt látva Harry felzavarja álmából Dreyfust, aki most már a többi vulkanológussal együtt az azonnali riadókészültséget és a lakosság kitelepítésének előkészítését szorgalmazza, illetve hívja a Nemzeti Gárdát, hogy segédkezzenek az evakuálásban.
A város gimnáziumában összehívott rendkívüli ülésen azonban beüt a katasztrófa: hatalmas földrengéssel a vulkánkitörés megkezdődik. A pánik és a káosz eluralkodik mindenen és mindenkin: az épületek, utak kártyavárként dőlnek össze, a lakosság menekül amerre csak tud. Harry és Rachel elmegy Laurenért és Grahamért, akik azonban a hegyekben lakó nagymamájukat, Ruthot (Elizabeth Hoffman) és kutyáját, Borzast indultak el megmenteni édesanyjuk autójával. Végül Ruth hegyoldalbeli házánál találkoznak, ahol azonban utoléri őket a sebesen folyó láva, felégetve a házat és elpusztítva mindkét autót és ezáltal elvágva a menekülési útvonalat.
Egyetlen kiút a savassá változott tavon keresztül vezet motorcsónakban, azonban a fémből készült csónakot kikezdi a maró víz és lekopik a motor propellerje is. Végül Ruth beugrik a vízbe és kitolja a csónakot, ám ő súlyos égési sérüléseket szenved, amibe másnapra belehal. Harry, Rachel és a két gyermeke egy vadőrháznál talált terepjáróval folytatják az utat lefelé, azonban itt is már keresztülfolyt egy helyen a láva és a félig szilárd, még izzó anyagban bajosan ugyan, de sikeresen átjutnak, sőt: az időközben megkerült Borzas kutyát is meg tudják menteni az utolsó pillanatban.
Mindeközben a vulkanológusok már elhagyták Dante's Peak-et, de menet közben tragédia történik: a hegyekben a hő és a savas kigőzölgések hatására megolvadt gleccserek iszonyatos mennyiségű vízzel és hordalékkal (átszakítva egy gátat is) érik el a városkának egyetlen megmarad kiútját, a hidat. Ez a híd éppen akkor vált a hullámok martalékává, amikor Dreyfus az intézet mikrobuszával kelt át a folyó felett, így ő odavész. Társai Greg, Terry, Nancy, és Stan túlélik, és biztonságos helyről kísérik figyelemmel a vulkán kitörésének utolsó fázisait.
Harryék eközben visszaérkeznek a városba, ahol hamu borít mindent és már senki sincs ott. A motelből felvesznek egy alacsony frekvenciás jeladó készüléket, amelyet korábban a kutatórobotról szereltek le. Nem sokkal ez után kitör a vulkán: izzófelhője villámgyorsan terjed, eltiporva mindent, ami az útjába kerül. Dalton az utolsó pillanatban egy elhagyott bányába rohan bele az autóval, ahol Graham korábban egy búvóhelyet alakított ki; itt húzzák meg magukat. Ám Harry visszamegy a kocsiba a jeladó-szerkezetért, hogy aktiválhassa, de visszatérve a járatba az beomlik. Harry nyílt csonttörést szenved, de nagy nehezen sikerül eljutni a kocsiig, amit végül a kőomlás maga alá temet, de sikerül bekapcsolnia a szerkezetet, ami megkezdi a jeladást, s így pár nappal később azt munkatársai az intézetben felfedezik, és így Harry, Rachel, Lauren és Graham is megmenekül a kutató-mentőakció során.

## Szereplők
| Szerep                     | Színész           | Magyar hang        |
| -------------------------- | ----------------- | ------------------ |
| Harry Dalton               | Pierce Brosnan    | Kautzky Armand     |
| Rachel Wando               | Linda Hamilton    | Básti Juli         |
| Paul Dreyfus               | Charles Hallahan  | Szersén Gyula      |
| Lauren Wando               | Jamie Renée Smith | Mánya Zsófia       |
| Graham Wando               | Jeremy Foley      | Molnár Levente     |
| Ruth                       | Elizabeth Hoffman | Kassai Ilona       |
| Greg, Földtani Intézet     | Grant Heslov      | Bozsó Péter        |
| Terry, Földtani Intézet    | Kirk Trutner      | Háda János         |
| Nancy, Földtani Intézet    | Arabella Field    | Fazekas Zsuzsa     |
| Stan, Földtani Intézet     | Tzi Ma            | Pusztaszeri Kornél |
| Les Worrell                | Brian Reddy       | Cs. Németh Lajos   |
| Dr. Jane Fox               | Lee Garlington    | Zsurzs Kati        |
| Turner seriff              | Bill Bolender     | Lázár Sándor       |
| Mary Kelly                 | Carole Androsky   | ?                  |
| Norman Gates               | Peter Jason       | ?                  |
| Jack Collins               | Jeffrey L. Ward   | ?                  |
| Elliot Blair               | Tim Haldeman      | Harmath Imre       |
| Marianne, Dalton barátnője | Walker Brandt     | Zakariás Éva       |
| Warren Cluster             | Hansford Rowe     | Makay Sándor       |

## Fogadtatás
A filmet 2657 moziban vetítették bemutatásakor. Nyitóhétvégéjén 18 millió dollárt termelt. A 116 millió dollárból készített film összességében 178,1 millió dolláros összbevételt ért el, ezzel pénzügyileg sikeres filmnek mondható, kritikailag viszont megbukott, hiába volt tudományos szempontból helytállóbb, mint a rivális katasztrófafilm, a Tűzhányó.

## Fordítás
- Ez a szócikk részben vagy egészben  a   Dante's Peak című angol Wikipédia-szócikk ezen változatának fordításán alapul.  Az eredeti cikk szerkesztőit annak laptörténete sorolja fel. Ez a jelzés csupán a megfogalmazás eredetét és a szerzői jogokat jelzi, nem szolgál a cikkben szereplő információk forrásmegjelöléseként.